# Bibliothek Information Ostschweiz
Am 21. März 1992 schlossen sich 52 Ostschweizer Bibliothekare zu einer Interessengruppe des Verbandes der Bibliotheken und der Bibliothekarinnen/Bibliothekare der Schweiz (BBS) unter dem Namen IG Ostschweiz zusammen. 2010 wurde der Name auf Bibliothek Information Ostschweiz (bibinfo) geändert. Der Zweck des Vereins ist es, die Interessen der im Informations- und Dokumentationsbereich tätigen Personen der Ostschweiz sowie des Fürstentums Liechtenstein zu vertreten. 
Hauptziele (gemäss Statuten vom 11. März 2010) sind:
1. Vertretung der Interessen der im Informations- und Dokumentationsbereich (I+D-Bereich) tätigen Personen
2. Einsetzen für die Weiterentwicklung und die Verbesserung des I+D-Wesens in der Ostschweiz
3. Plattform für den Informations- und Erfahrungsaustausch anbieten und Organisation von Weiterbildungsveranstaltungen für die Mitglieder
4. Teilnahme am Verbandsleben vom Mutterverband Bibliothek Information Schweiz (BIS)

Der Verein gehört dem Beirat von Bibliothek Information Schweiz an und nimmt auf diese Weise Einfluss auf die nationale Verbandspolitik. 